# Charles Lombahe-Kahudi
Charles Lombahe-Kahudi (Kinshasa, 19 de julho de 1986) é um basquetebolista profissional franco-congolês que atualmente joga pelo ASVEL Basket na Liga Francesa. O atleta possui 1,97m de altura e atua na posição Ala-armador. 

## Premiações

### Clubes
- Campeão da Leaders Cup - Le Mans (2014)

### Seleção Francesa
- Medalha de Prata no EuroBasket 2011 na Lituânia
- Medalha de Ouro no EuroBasket 2013 na Eslovênia
- Medalha de Bronze no Mundial de 2014 na Espanha
- Medalha de Bronze no EuroBasket 2015 com final em Lille

### Pessoais
- 5 vezes selecionado para o All Star Game da Liga Francesa